# Ruch żółtych kamizelek

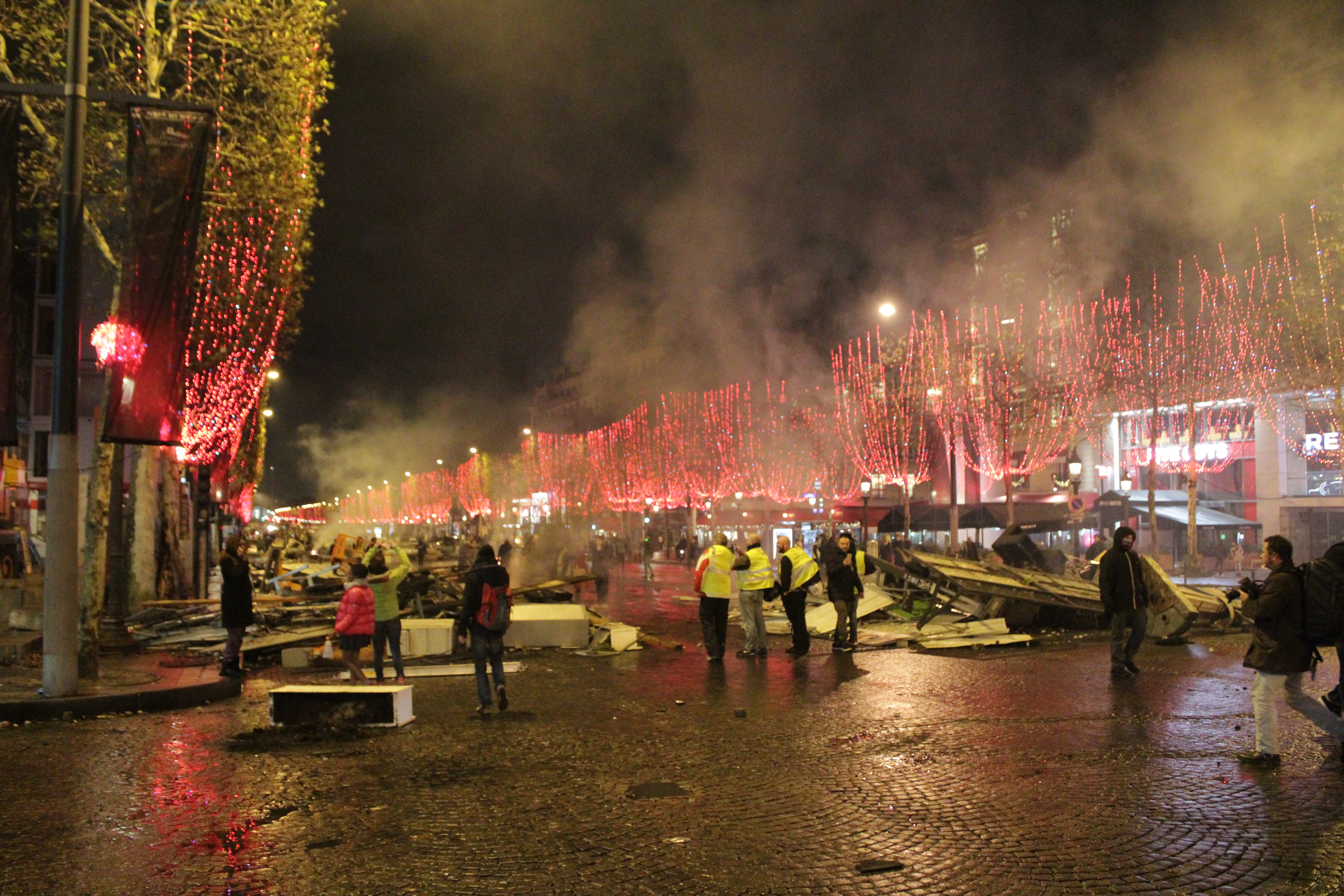
Pola Elizejskie po demonstracji żółtych kamizelek w niedzielę 25 listopada 2018

Ruch żółtych kamizelek (fr. Le mouvement des Gilets jaunes) – powstały jesienią 2018, spontaniczny, masowy i niesformalizowany ruch społeczny protestujący przeciwko rosnącym kosztom życia, zwiększaniu obciążeń podatkowych na pracujących obywateli oraz elitom politycznym we Francji, a w późniejszym okresie także w Belgii, Holandii i Portugalii. Nazwa ruchu pochodzi od znaku rozpoznawczego protestujących – kamizelek odblaskowych, będących obowiązkowym wyposażeniem kierowcy we Francji. Uczestnicy ruchu organizują, początkowo za pomocą mediów społecznościowych, blokady dróg oraz demonstracje przechodzące w zamieszki, podczas których zginęło 10 osób, a rannych zostało 820 demonstrantów i 200 policjantów. Postulaty ruchu są niespójne i zróżnicowane w zależności od regionu, nie utworzono jednolitego programu ani struktury organizacyjnej.

## Przyczyny powstania
Protesty zostały wywołane bezpośrednio przez podwyżki podatku od paliwa w 2018 (7,6 eurocentów na litr oleju napędowego i 3,9 eurocenta na benzynę) oraz planowany na 1 stycznia 2019 kolejny wzrost (6,5 centa na oleju napędowym i 2,9 centa na benzynę). Podwyżki podatku dotknęły głównie branże związane z transportem, handlem (dostawy), gdyż wiele firm korzysta ze zwolnienia z podatku od produktów energetycznych. Prezydent Emmanuel Macron stwierdził w listopadzie 2018, że należy opodatkować paliwa kopalne, by zainwestować w nowe źródła energii.
Ceny oleju napędowego we Francji wzrosły o ponad 20 procent w ciągu 12 miesięcy (za litr ok. 1,48 euro – ponad 6 zł). Cena oleju napędowego zrównała się we Francji z ceną benzyny, a 62 procent francuskich samochodów jeździ obecnie na oleju napędowym.
Jest to dotkliwe dla Francuzów, gdyż rząd francuski od lat 50. XX w. wspierał produkcję silników wysokoprężnych Diesla. Duże rozpowszechnienie samochodów z silnikiem Diesla we Francji nastąpiło po korzystnych obniżkach podatku VAT dla przedsiębiorstw transportowych.

## Powstanie ruchu
12 stycznia 2018 Leandro Antonio Nogueira z Périgueux założył na Facebooku grupę, aby zaprotestować przeciwko planowanym przez francuski rząd ograniczeniu prędkości do 80 km/h na drogach poza obszarem zabudowanym. Grupa szybko się rozrastała, jej administratorzy tworzyli kolejne lokalne grupy tworząc ruch pod nazwą Colère („Gniew”), który w dwa tygodnie skupił 80 000 osób.
27 stycznia 2018 w Bordeaux i Mâcon demonstrowało po około 2000 osób, 500 w Dijon, 300 w Chaumont, w Périgueux 250 osób udało się do prefektury, gdzie poza wycofaniem z projektu ograniczenia prędkości, protestowali także przeciwko kosztom utrzymania, wzrostowi składek na ubezpieczenia społeczne i podatkom związanym z samochodem. Niektórzy protestujący noszą żółte kamizelki z hasłami napisanymi na plecach. Poza miastami blokowane były ronda, ruch spowalniany, kierowcy czasowo zatrzymywani. Podobnie jak później Żółte kamizelki, Colère reprezentują Francję prowincjonalną, ludzi którzy czują się zapomniani i pokrzywdzeni przez władze, dla których samochód jest niezbędny do codziennego funkcjonowania. Sam ruch pozostaje apolityczny, agregując kolejne, często odmienne i sprzeczne żądania.
9 lutego 2018 twórca Colère zostaje aresztowany na trzy miesiące, kolejne demonstracje są coraz mniej liczne, ruch stopniowo przygasa, jednak determinacja jego uczestników oraz doświadczenie przy organizowaniu demonstracji za pomocą mediów społecznościowych zaowocowały jesienią podczas tworzenia się ruchu Żółtych kamizelek, którego najważniejsze wydarzenia także odbywają się w kolejne soboty.
29 maja 2018 Priscillia Ludosky zamieściła na portalu Change.org petycję wzywającą władze do przerwania polityki zwiększania podatków paliwowych. Do 25 października petycję podpisało 225 tysięcy osób (do 10 grudnia 2018 petycja zebrała ponad 1,128 miliona podpisów). Apel Ludosky, nagłośniony w mediach społecznościowych przez Erica Droueta, przyczynił się do mobilizacji społecznej wokół protestów.

## Uczestnicy ruchu
Członkowie ruchu wywodzą się głównie z niższej klasy średniej i pracowników fizycznych mieszkających poza dużymi miastami.
Elie Cohen, ekonomista, dyrektor CNRS (Krajowego Centrum Badań Naukowych we Francji) i profesor Instytutu Nauk Politycznych w Paryżu w wywiadzie dla niemieckiego dziennika Der Spiegel określa ruch rewolucją klasy średniej.
Famke Krumbmüller, ekspert od polityki francuskiej w firmie doradztwa politycznego OpenCitiz w Paryżu, nazwał protestujących białą, zapomnianą klasą średnią we Francji. Joseph Downing, ekspert w dziedzinie francuskiej polityki z London School of Economics: To jest problem ściśniętego środka lub ściśniętej wyższej klasy robotniczej, która czuje się uprawniona do coraz wyższego standardu życia. Christophe Guilluy – francuski geograf i autor książki Bez społeczeństwa. Koniec zachodniej klasy średniej do opisu terytoriów, z których pochodzą osoby utożsamiające się z żółtymi kamizelkami używa określenia Francja peryferyjna – mniej produktywne obszary miejskie oraz małe i średnie miasta, na których od lat postępowało wycofywanie się państwa z usług publicznych.
8 grudnia 2018 francuska firma badająca opinię publiczną Ipsos przeprowadziła na grupie 957 respondentów ankietę internetową, w której zapytała o poparcie dla partii politycznych w wyborach. 12% badanych zagłosowałoby na partię żółtych kamizelek, gdyby taka powstała. Według wyników badań niemal całe poparcie pochodziłoby od partii skrajnie lewicowych i skrajnie prawicowych.

## Protesty
Protesty koncentrowały się na blokadach drogowych na rondach, skrzyżowaniach i punktach poboru opłat, ale w weekendy protestujący organizowali w większych miastach masowe demonstracje, które przeradzały się w zamieszki z użyciem przemocy.
- 17 listopada 2018 – pierwsze protesty według danych francuskiego Ministerstwa Spraw Wewnętrznych zgromadziły 284 000 osób w całej Francji[26]. Protestujący budowali barykady, blokowali drogi i składy paliwa[27][28].
- 24 listopada 2018 – według danych francuskiego MSW protestowało 166 000 osób w całej Francji[26]. Za zgodą MSW odbyła się demonstracja na Polach Marsowych w Paryżu. Protesty stały się bardzo gwałtowne, rozpalano ognie na ulicach, demolowano znaki drogowe, budowano barykady, wyjmowano kostkę brukową. Policja użyła gazu łzawiącego i armatek wodnych[29][30]. Belfort 1 grudnia 2018

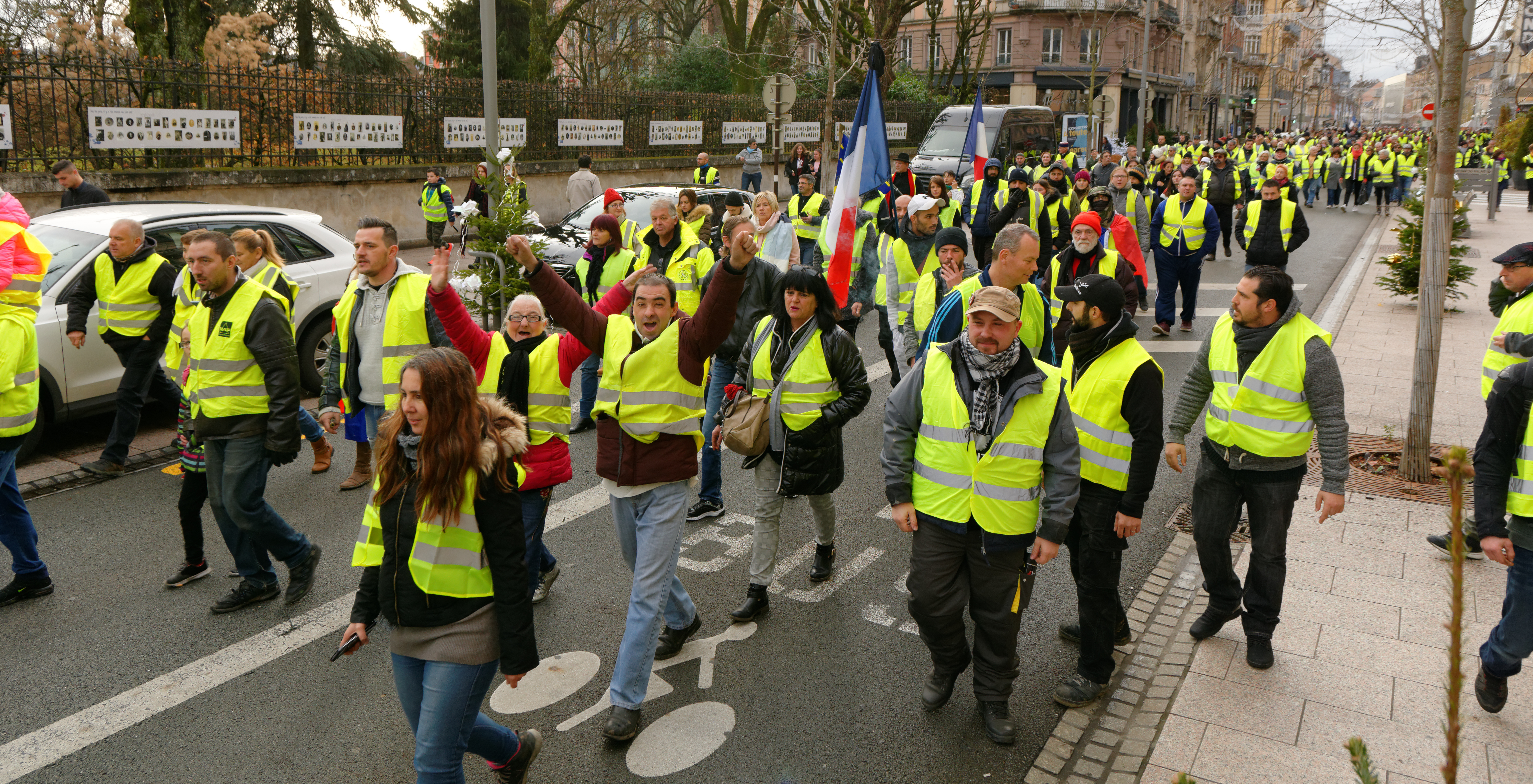
Belfort 1 grudnia 2018

- 1 grudnia 2018 – protesty pod hasłem „Macron odchodzi” (Macron quit). Według danych francuskiego MSW protestowało 136 000 osób w całej Francji[26].Ponad 100 samochodów zostało spalonych w samym Paryżu, zdewastowano Łuk Triumfalny. Burmistrz Paryża Anne Hidalgo oszacowała odszkodowania za nieruchomości na kwotę 3–4 mln euro. Burzliwe protesty miały miejsce w Marsylii. Ruch na autostradzie A6 (Marsylia – Paryż) został częściowo wstrzymany po uszkodzeniu jezdni przez protestujących. Na północnej obwodnicy Lyonu „żółte kamizelki” przepuszczały samochody bez opłat przy bramce autostrady[31]. W Marsylii od uderzenia pojemnikiem z gazem łzawiącym zmarła 80-letnia kobieta[32].
- 8 grudnia 2018 – wg danych francuskiego MSW 89 tysięcy policjantów zabezpieczało demonstracje 136 tysięcy osób[26] (w samym Paryżu demonstrowało ok. 10 tys. osób zabezpieczanych przez 8 tysięcy policjantów). W Bordeaux zbudowana i podpalona przez demonstrantów barykada zagroziła pożarem okolicznym budynkom[12].
- 15 grudnia 2018 – w protestach w całym kraju wzięło udział 66 000 osób (dane MSW Francji)[26].
- 22 grudnia 2018 – protestujący zablokowali około 200 rond a liczbę protestujących oceniono na 38 600 w całej Francji[9] i 2000 osób w stolicy Francji (według władz Paryża)[26][33].
- 29 grudnia 2018 – w całej Francji protestowało 32 000[c] żółtych kamizelek. W XV dzielnicy stolicy kraju demonstrowało 800 osób podzielonych na kilka grup. Na wezwanie jednego z liderów ruchu, Erica Droueta, część demonstrantów zebrała się pod redakcjami BFM TV, France Télévisions, radia Europe 1 i Radio France, które oskarżano o dezinformację na temat ruchu[34]. W Tuluzie protestowało 1350 osób[35].

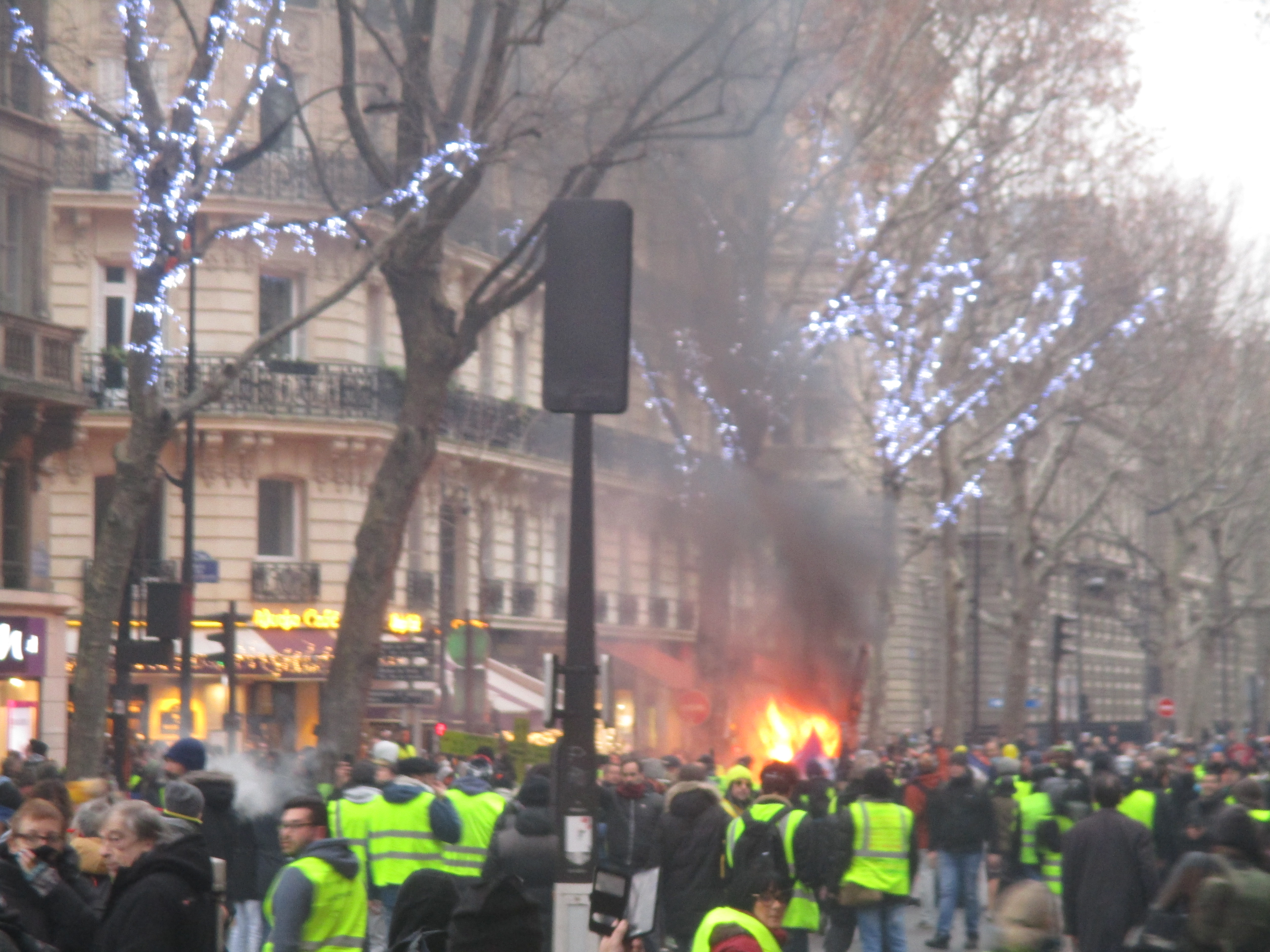
Boulevard Saint-Germain

- 5 stycznia 2019 – w Bordeaux demonstrowało około 4600, po południu w centrum Paryża według wstępnych danych policji 3500, w Rouen i Tuluzie po 2000. Na bulwarze Saint-Germain spalono kilka skuterów i samochód oraz wzniesiono barykady uliczne[36]. W całej Francji demonstrowało blisko 50 000 osób[c]. Rzecznik rządu, Benjamin Griveaux, musiał ewakuować się ze swojego biura, gdy demonstranci wdarli się do ministerstwa przy pomocy maszyny budowlanej[35].

## Reakcje
Prawie 1400 protestujących zostało zatrzymanych przez policję w całym kraju, wielu jeszcze zanim dotarli na główne miejsce demonstracji na Polach Elizejskich w Paryżu.
Pod koniec listopada 2018 badania opinii publicznej wykazały, że ruch ten cieszy się powszechnym poparciem społecznym we Francji (od 73 do 84%).
4 grudnia 2018 premier Francji Édouard Philippe ogłosił o zawieszenie na pół roku podwyżki akcyz na olej napędowy i inne paliwa.
9 grudnia władze zleciły kontrolę 200 kont użytkowników portali społecznościowych. Według prasy zagranicznej niektóre drastyczne zdjęcia rozpowszechniane w internecie są fake newsami. Według BBC konta aktywnych reporterów wydarzeń kontrolowane są przez obce służby specjalne.
10 grudnia prezydent Francji wystąpił po raz pierwszy publicznie w sprawie protestów żółtych kamizelek. W swoim orędziu Emmanuel Macron uznał, że Niezadowolenie we Francji jest głębokie i uzasadnione i jest za nie częściowo odpowiedzialny. Poinformował także o podniesieniu od stycznia płacy minimalnej o 100 euro, uwolnieniu od podatków premii dla wszystkich pracowników na koniec roku oraz wypłat za nadgodziny od nowego roku.
W dniach 8-9 stycznia 2019 francuska firma konsultingowo-badawcza Elabe, na zlecenie BFM TV przeprowadziła sondaż na 1 003 dorosłych Francuzów. Aprobata dla ruchu spadła w ciągu 3 tygodni z 70 do 60%. 51% Francuzów uważa, że protesty powinny być kontynuowane (-3 punkty w ciągu trzech tygodni), a 49% uważa, że powinny zostać przerwane (+3). Spośród osób identyfikujących się z ruchem  52% potępia przemoc. Spośród osób nie identyfikujących się z ruchem, lecz popierających ich żądania 73% potępia przemoc. W grupie badanych nie popierających żądań ruchu 93% potępia przemoc. W kolejnym sondażu przeprowadzonych 14 stycznia przez tę samą firmę odnotowano wzrost aprobaty dla ruchu do 67% (+7).
Poparcia dla ruchu udzielają szef włoskiego MSW, wicepremier Matteo Salvini i lider Ruchu Pięciu Gwiazd, wicepremier Luigi Di Maio. W wydanej nocie Salvini napisał: Popieram obywateli mających dobre zamiary i protestujących przeciwko prezydentowi, którzy rządzi wbrew swemu narodowi(...).
15 stycznia 2019 w Grand Bourgtheroulde prezydent Emmanuel Macron oficjalnie zainaugurował „wielką debatę narodową” (fr. grand débat national) mającą na celu zażegnaniu kryzysu wywołanego przez demonstracje i blokady ruchu żółtych kamizelek.

## Ofiary śmiertelne i ranni
Od pierwszych wystąpień ruchu do 20 grudnia 2018, w wyniku demonstracji, zamieszek i blokad 2 891 osób zostało rannych (w tym 1048 funkcjonariuszy policji). Tylko w wyniku utrudnień w ruchu drogowym w wypadkach w pobliżu blokad organizowanych przez uczestników ruchu zginęło 9 osób, około 1500 zostało rannych, z czego 50 osób zakwalifikowano jako ciężko rannych (stan na 5 stycznia 2019).